# The Platinum Album
The Platinum Album es el tercer álbum de estudio del grupo neerlandés Vengaboys. Lanzado el 13 de marzo de 2000 bajo los sellos discográficos Breakin' Records, Violent Music BV, de este álbum se desprendieron cinco sencillos. En marzo de 2020, el álbum se reeditó para celebrar su 20 aniversario, con la adición de "Take Me to the City", que anteriormente sólo se había publicado en la edición estadounidense del álbum.

## Lista de canciones
| The Platinum album Standard Version |                                                        |                      |          |  |
| N.º                                 | Título                                                 | Producer(s)          | Duración |  |
| 1.                                  | «Shalala Lala»                                         | Danski & DJ Delmundo | 3:36     |  |
| 2.                                  | «24/7 in My 911»                                       | Danski & DJ Delmundo | 3:12     |  |
| 3.                                  | «Kiss (When the Sun Don't Shine)»                      | Danski & DJ Delmundo | 3:31     |  |
| 4.                                  | «Uncle John from Jamaica»                              | Danski & DJ Delmundo | 3:08     |  |
| 5.                                  | «Cheekah Bow Bow (That Computer Song) [Album Version]» | Danski & DJ Delmundo | 3:03     |  |
| 6.                                  | «48 Hours»                                             | Danski & DJ Delmundo | 4:21     |  |
| 7.                                  | «Your Place or Mine?»                                  | Danski & DJ Delmundo | 4:08     |  |
| 8.                                  | «Skinnydippin'»                                        | Danski & DJ Delmundo | 3:30     |  |
| 9.                                  | «Forever as One (Album Version)»                       | Danski & DJ Delmundo | 3:31     |  |
| 10.                                 | «Opus 3 in D#»                                         | Danski & DJ Delmundo | 7:12     |  |
| 39:03                               |                                                        |                      |          |  |

| US Version 2020 re-release |                                                        |                               |          |  |
| N.º                        | Título                                                 | Producer(s)                   | Duración |  |
| 1.                         | «Shalala Lala»                                         | Danski & DJ Delmundo          | 3:35     |  |
| 2.                         | «24/7 In My 911»                                       | Danski & DJ Delmundo          | 3:12     |  |
| 3.                         | «Kiss (When the Sun Don't Shine)»                      | Danski & DJ Delmundo          | 3:31     |  |
| 4.                         | «Uncle John from Jamaica»                              | Danski & DJ Delmundo          | 3:08     |  |
| 5.                         | «Cheekah Bow Bow (That Computer Song) [Hit Radio Mix]» | Danski & DJ Delmundo          | 2:53     |  |
| 6.                         | «48 Hours»                                             | Danski & DJ Delmundo          | 4:20     |  |
| 7.                         | «Your Place or Mine?»                                  | Danski & DJ Delmundo          | 4:07     |  |
| 8.                         | «Skinnydippin'»                                        | Danski & DJ Delmundo          | 3:27     |  |
| 9.                         | «Take Me to the City»                                  | Danski, DJ Delmundo & P. Smit | 3:50     |  |
| 10.                        | «Forever as One (Hit Radio Mix)»                       | Danski & DJ Delmundo          | 3:29     |  |
| 11.                        | «Opus 3 in D#»                                         | Danski & DJ Delmundo          | 7:11     |  |

| Japanese Version |                                                  |                      |          |  |
| N.º              | Título                                           | Producer(s)          | Duración |  |
| 1.               | «Shalala Lala»                                   | Danski & DJ Delmundo | 3:36     |  |
| 2.               | «24/7 In My 911»                                 | Danski & DJ Delmundo | 3:12     |  |
| 3.               | «Kiss (When the Sun Don't Shine)»                | Danski & DJ Delmundo | 3:31     |  |
| 4.               | «Uncle John from Jamaica»                        | Danski & DJ Delmundo | 3:08     |  |
| 5.               | «Cheekah Bow Bow (That Computer Song)»           | Danski & DJ Delmundo | 3:02     |  |
| 6.               | «48 Hours»                                       | Danski & DJ Delmundo | 4:21     |  |
| 7.               | «Your Place or Mine?»                            | Danski & DJ Delmundo | 4:08     |  |
| 8.               | «Skinnydippin'»                                  | Danski & DJ Delmundo | 3:30     |  |
| 9.               | «Forever as One»                                 | Danski & DJ Delmundo | 3:31     |  |
| 10.              | «Opus 3 In D#»                                   | Danski & DJ Delmundo | 7:16     |  |
| 11.              | «Boom, Boom, Boom, Boom!! (Eurobeat Remix)»      | Danski & DJ Delmundo | 3:49     |  |
| 12.              | «Shalala Lala (Eurobeat Mix)»                    | Danski & DJ Delmundo | 4:17     |  |
| 13.              | «Kiss (When the Sun Don't Shine) [Airscape RMX]» | Danski & DJ Delmundo | 8:04     |  |

## Rendimiento en las Listas
| Chart (2000)                        | Peak position |
| ----------------------------------- | ------------- |
| Australia (ARIA)                    | 20            |
| Austria (Ö3 Austria)                | 2             |
| Bélgica (Ultratop Flandes)          | 5             |
| Dinamarca (Hitlisten)               | 3             |
| Países Bajos (Album Top 100)        | 2             |
| Finlandia (Suomen virallinen lista) | 15            |
| Alemania (Offizielle Top 100)       | 4             |
| Irlanda (IRMA)                      | 3             |
| Nueva Zelanda (RMNZ)                | 1             |
| Noruega (VG‑lista)                  | 10            |
| Portugal Portuguese Albums Chart    | 1             |
| Suecia (Sverigetopplistan)          | 17            |
| Suiza (Schweizer Hitparade)         | 2             |
| Reino Unido (UK Albums Chart)       | 9             |

### Year-end charts
| Chart (2000) | Position |
| ------------ | -------- |
| Alemania     | 40       |